# Конашевская
Конашевская — деревня в Тарногском районе Вологодской области.
Входит в состав Заборского сельского поселения, с точки зрения административно-территориального деления — в Лохотский сельсовет.
Расстояние до районного центра Тарногского Городка по автодороге — 25 км, до центра муниципального образования Красного по прямой — 9 км. Ближайшие населённые пункты — Никитиха, Плошиловская, Терентьевская, Тюприха, Будринская.
По данным переписи в 2002 году постоянного населения не было.